# Alan Johnson (baseball)
Pour les articles homonymes, voir Alan Johnson (homonymie) et Johnson.
Thomas Alan Johnson (né le 24 août 1983 à Birmingham, Alabama, États-Unis) est un ancien lanceur droitier de baseball.
Il atteint en 2011 dans les Ligues majeures de baseball et joue pour un seul match avec les Rockies du Colorado. 

## Carrière
Alan Johnson signe son premier contrat professionnel en 2005 avec les Rockies du Colorado. Il est un ancien joueur des Bulldogs de Mississippi State.
Le lanceur partant fait ses débuts dans les majeures pour les Rockies le 17 avril 2011 mais accorde cinq points, dont quatre points mérités, aux Cubs de Chicago en seulement quatre manches au monticule. Il n'est cependant par le lanceur de décision et Colorado remporte la partie. C'est son seul match joué pour les Rockies. C'est son seul match dans les majeures.